# HannStar Display
HannStar Display Corporation (chinesisch 瀚宇彩晶, Pinyin Hànyǔ cǎijīng) ist ein in Taipeh in Taiwan ansässiger Elektronikhersteller mit Schwerpunkt auf Monitor-Panels. Seit 2001 ist das Unternehmen an der Börse notiert und unter den Markennamen HannStar (LCD-Monitore), HannSpree (LCD-Monitore, Tablet-Computer und Fernseher) sowie HannsG (Gaming-Monitore) am Markt beteiligt. Kunden von HannStar sind Sony, JVC, Panasonic, Sharp, Toshiba, Dell, HP und Samsung.

## HANNspree

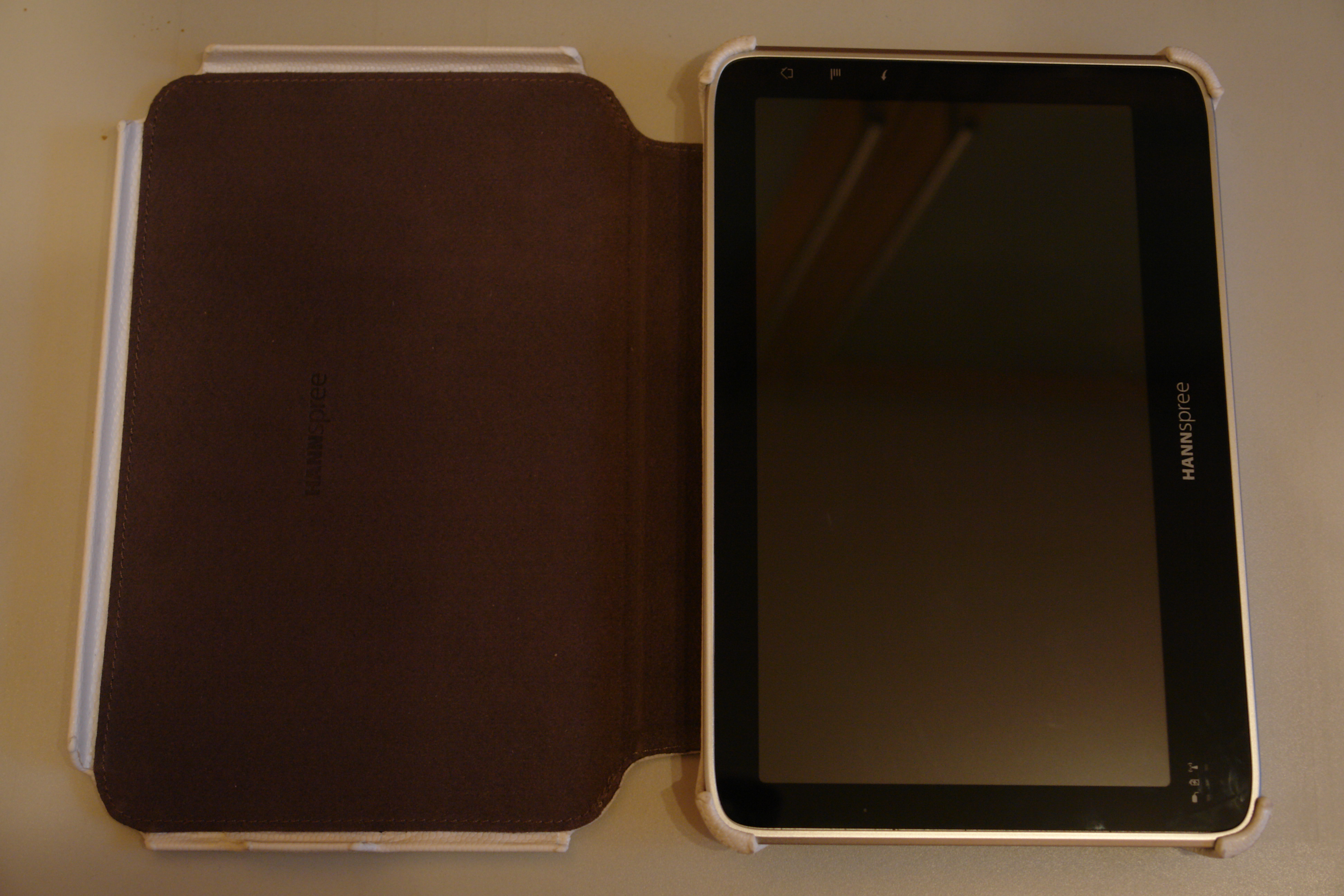
HANNSpad-Tablet-PC

HANNspree wurde im Juli 2002 gegründet, hat 300 Beschäftigte (Stand: 31. März 2007) und den Firmensitz in Taipeh sowie Niederlassungen in Europa und den USA. HANNspree produziert TV-Geräte, Monitore, Tablet-PCs, Laptops sowie digitale Bilderrahmen. Der Name Hannspree ist eine Kombination aus dem chinesischen Wort Hann („universal“) und dem englischen Begriff spree („Spaß“).
HANNspree ist Sponsor der Superbike-Weltmeisterschaft sowie Titelsponsor des dortigen Ten-Kate-Honda-Teams. Außerdem ist HANNspree einer der Hauptsponsoren der Amerikanischen Basketball-Liga NBA.

## Hanns.G

HannsG-Logo

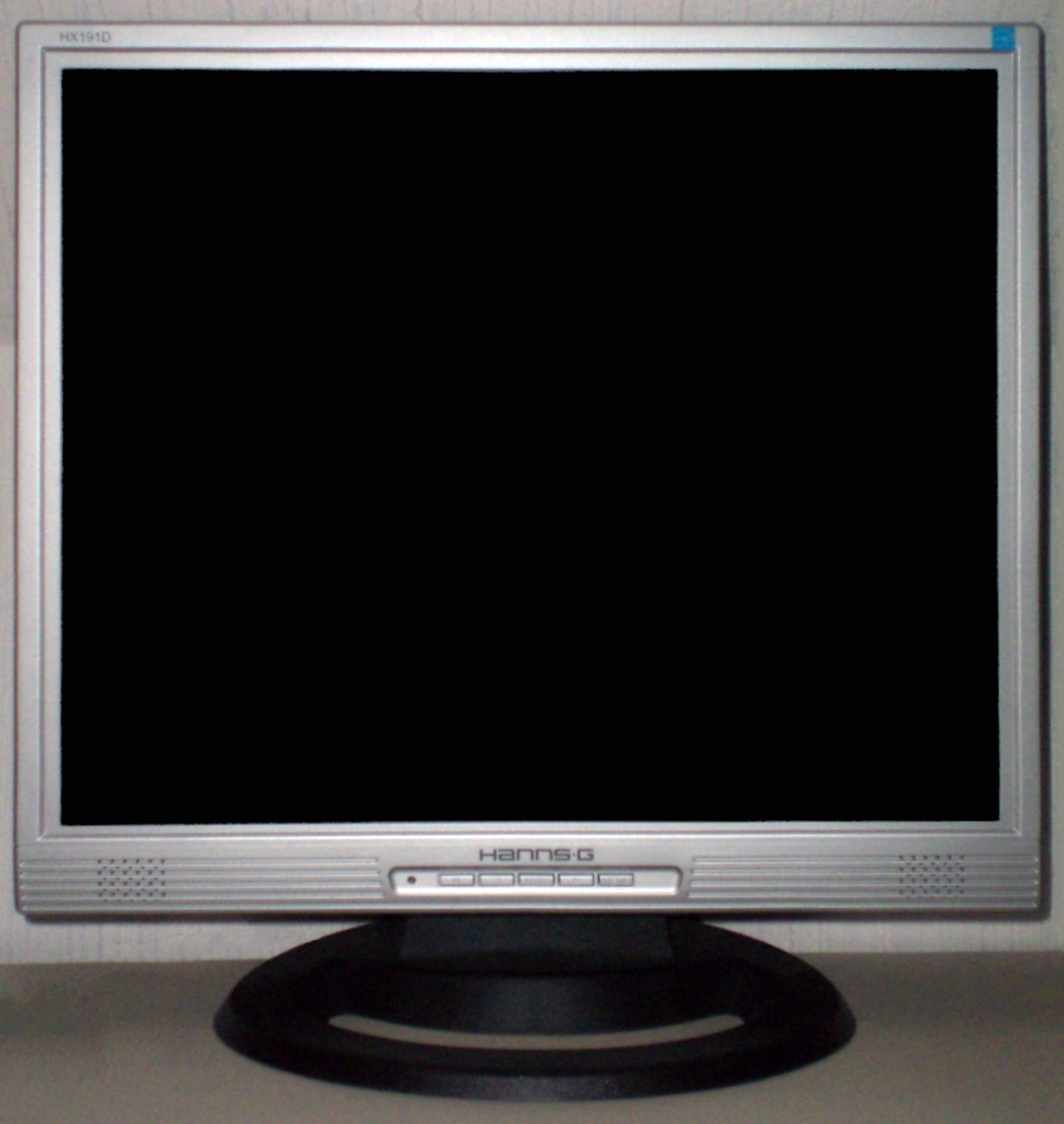
HannsG HX191DP (19 Zoll; 2009)

Hanns.G ist die LCD-Monitormarke von HANNspree, stellt Bildschirme von 18 bis 28 Zoll her und ist, wie HANNspree, Sponsor des Ten-Kate-Honda-Teams bei der Superbike-Weltmeisterschaft.